# Cornwall (New York)
Pour les articles homonymes, voir Cornwall.
Cornwall est une ville du comté d'Orange dans l'État de New York, aux États-Unis.
Elle est située à environ 80 kilomètres au nord de New York, sur la rive ouest du fleuve Hudson.